# Stromaster tuberculatus
Stromaster tuberculatus är en svampart som först beskrevs av Narcisse Theophile Patouillard, och fick sitt nu gällande namn av Franz Xaver von Höhnel 1930. Stromaster tuberculatus ingår i släktet Stromaster och familjen Phyllachoraceae.   Inga underarter finns listade i Catalogue of Life.